# ستاد کل نیروهای دفاعی اسرائیل

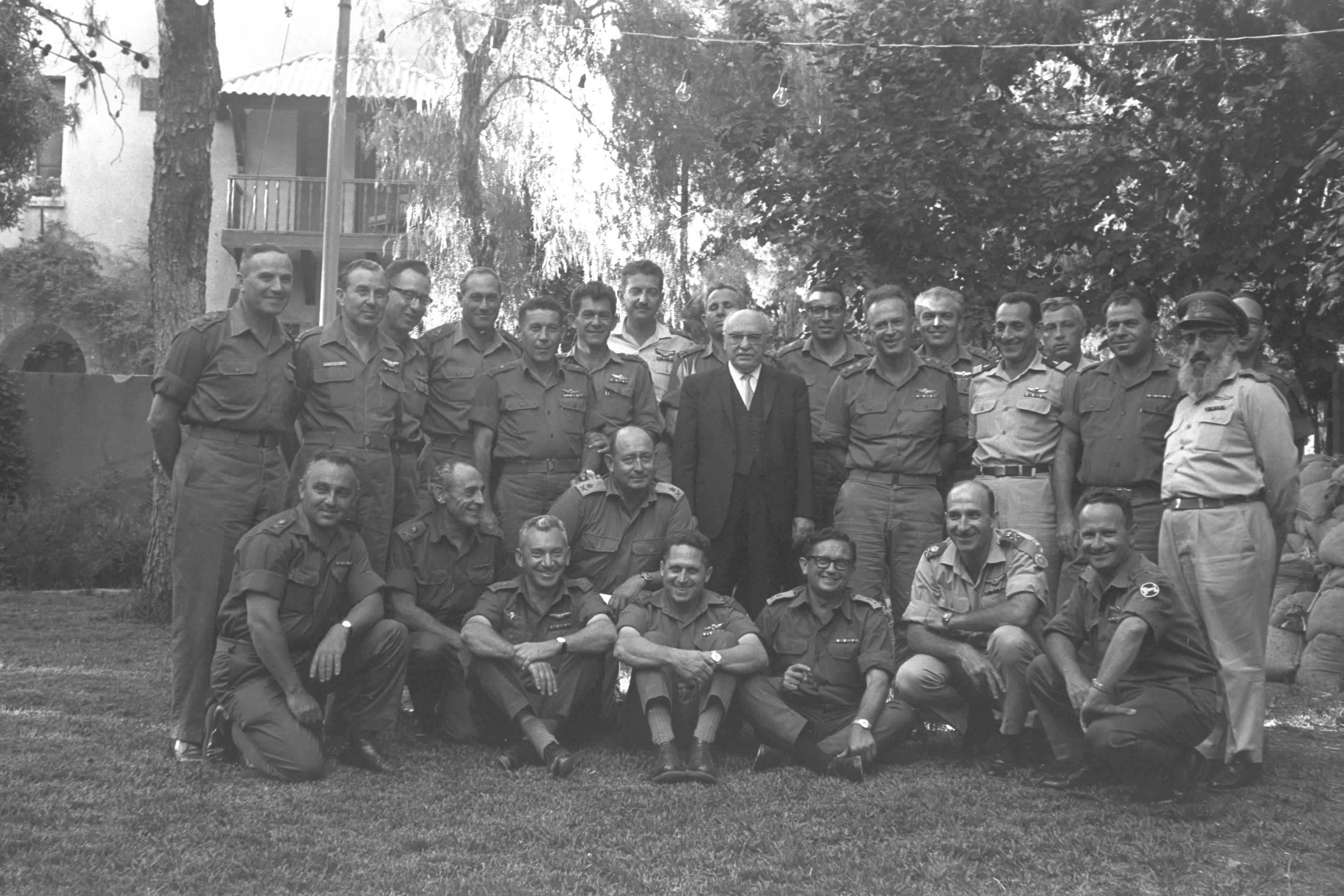
نگاره‌ای از فرماندهان ستاد کل ارتش اسرائیل در پایان جنگ شش‌روزه، در دیدار با زالمان شائزیر، رئیس‌جمهور وقت در بیت هاناسی، اورشلیم.

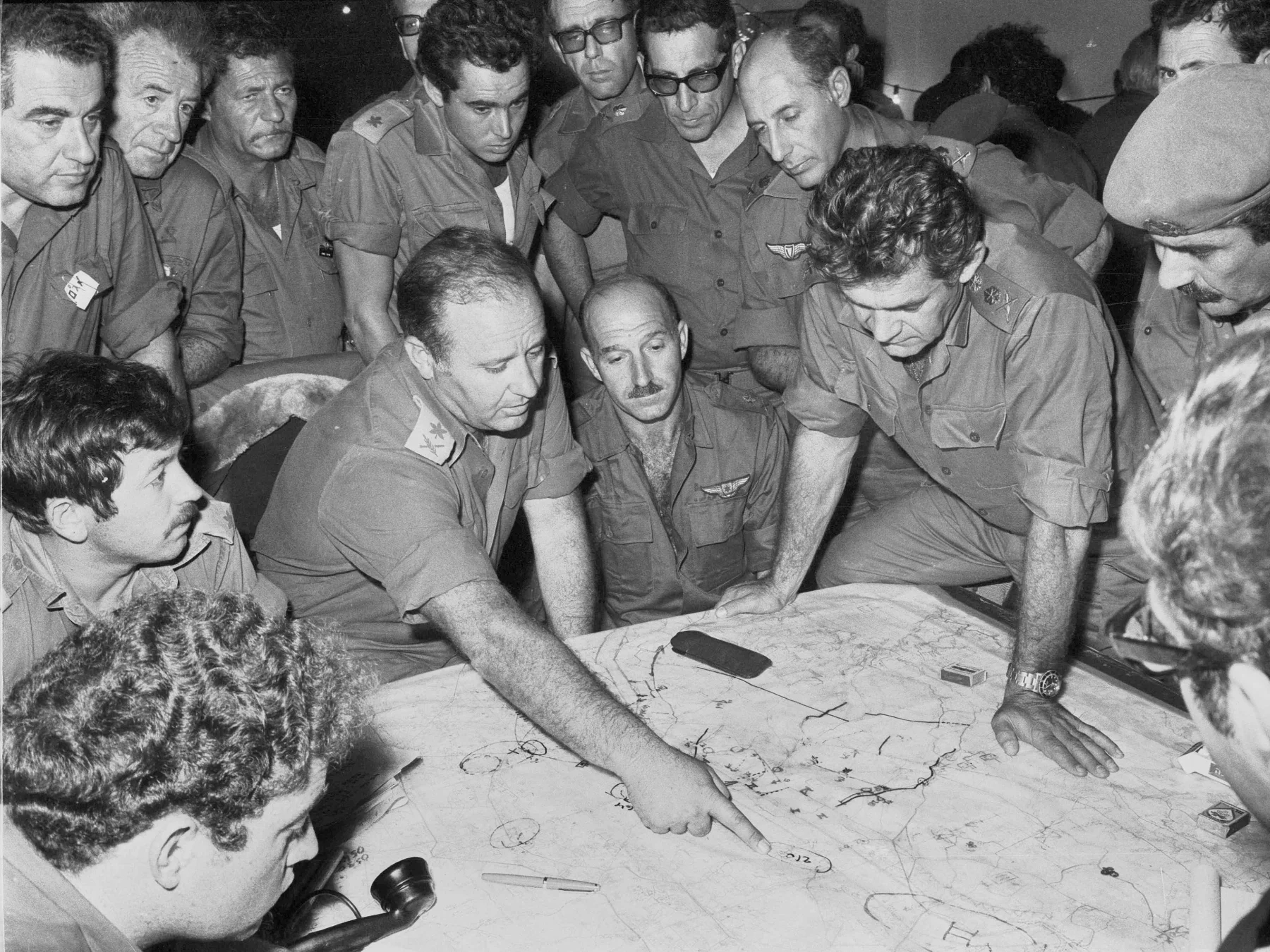
نگاره‌ای از جلسهٔ فرماندهان ارشد ستاد کل در اتاق جنگ جبههٔ شمال در جنگ یوم کیپور. عکس‌برداری‌شده در ‏۱۰ اکتبر ۱۹۷۳.

ستاد کل فرماندهی و عملیات نیروهای دفاعی اسرائیل (در عبری: המטה הכללי של צה"ל) (نام مخفف به عبری: مَتکَل) بالاترین مرجع نظامی در کشور اسرائیل به‌شمار می‌رود. سه نیروی زمینی، هوایی و دریایی ارتش اسرائیل زیر نظر مستقیم ستاد کل فرماندهی و عملیات ارتش قرار دارند. وظیفه نیروهای دفاعی اسرائیل «حفظ کیان و استقلال کشور اسرائیل و عقیم‌کردن تلاش‌های دشمنان آن در مختل‌کردن روال عادی زندگی در داخل کشور» اعلام شده‌است.
فرماندهی ستاد کل، بر عهدهٔ رئیس ستاد کل نیروهای دفاعی اسرائیل است. مقام بالادستی فرمانده ستاد کل، وزیر دفاع اسرائیل است.

## یگان ویژه

لوگوی ستاد کل فرماندهی و عملیات نیروهای دفاعی اسرائیل.

ستاد کل فرماندهی و عملیات نیروهای دفاعی اسرائیل دارای یگان فوق ویژه‌ای از ورزیده‌ترین تکاوران نیروهای دفاعی اسرائیل به نام یگان سایرت متکل است که مسئولیت اجرای فرمان‌های متکل را برعهده دارند. نیروهای یگان سایرت متکل تنها و به صورت مستقیم از ستاد کل دستور خود را دریافت می‌کنند.

## فرماندهان
۱. راو آلوف یاکوف دُری (۱۹۴۷–۱۹۴۹)
۲. راو آلوف ایگال یادین (۱۹۴۹–۱۹۵۲)
۳. راو آلوف موردخای مکلیف (۱۹۵۲–۱۹۵۳)
۴. راو آلوف موشه دایان (۱۹۵۳–۱۹۵۸)
۵. راو آلوف حاییم لاسکاف (۱۹۵۸–۱۹۶۱)
۶. راو آلوف زوی تسور (۱۹۶۱–۱۹۶۴)
۷. راو آلوف اسحاق رابین (۱۹۶۴–۱۹۶۸)
۸. راو آلوف حاییم بارلیف (۱۹۶۸–۱۹۷۲)
۹. راو آلوف داوید الازار (۱۹۷۲–۱۹۷۴)
۱۰. راو آلوف موردخای گور (۱۹۷۴–۱۹۸۳)
۱۱. راو آلوف رافائل ایتان (۱۹۷۸–۱۹۸۳)
۱۲. راو آلوف موشه لِوی (۱۹۸۳–۱۹۸۷)
۱۳. راو آلوف دَن شومرون (۱۹۸۷–۱۹۹۱)
۱۴. راو آلوف ایهود باراک (۱۹۹۱–۱۹۹۵)
۱۵. راو آلوف آمنون لیپکین شاحاک (۱۹۹۵–۱۹۹۸)
۱۶. راو آلوف شائول موفاز (۱۹۹۸–۲۰۰۲)
۱۷. راو آلوف موشه یالون (۲۰۰۲–۲۰۰۵)
۱۸. راو آلوف دان حالوتس (۲۰۰۵–۲۰۰۷)
۱۹. راو آلوف گبی اشکنازی (۲۰۰۷–۲۰۱۱)
۲۰. راو آلوف بنی گنتس (۲۰۱۱–۲۰۱۵)
۲۱. راو آلوف گادی آیزنکوت (۲۰۱۹–۲۰۱۵)
۲۲. راو آلوف آویو کوخاوی (۲۰۱۹–۲۰۲۳)
۲۳. راو آلوف هرتزی هالوی (۲۰۲۳–۲۰۲۵)
۲۴. راو آلوف ایال زمیر (۲۰۲۵–اکنون)

## درجه‌بندی فرماندهان نظامی در ستاد کل ارتش

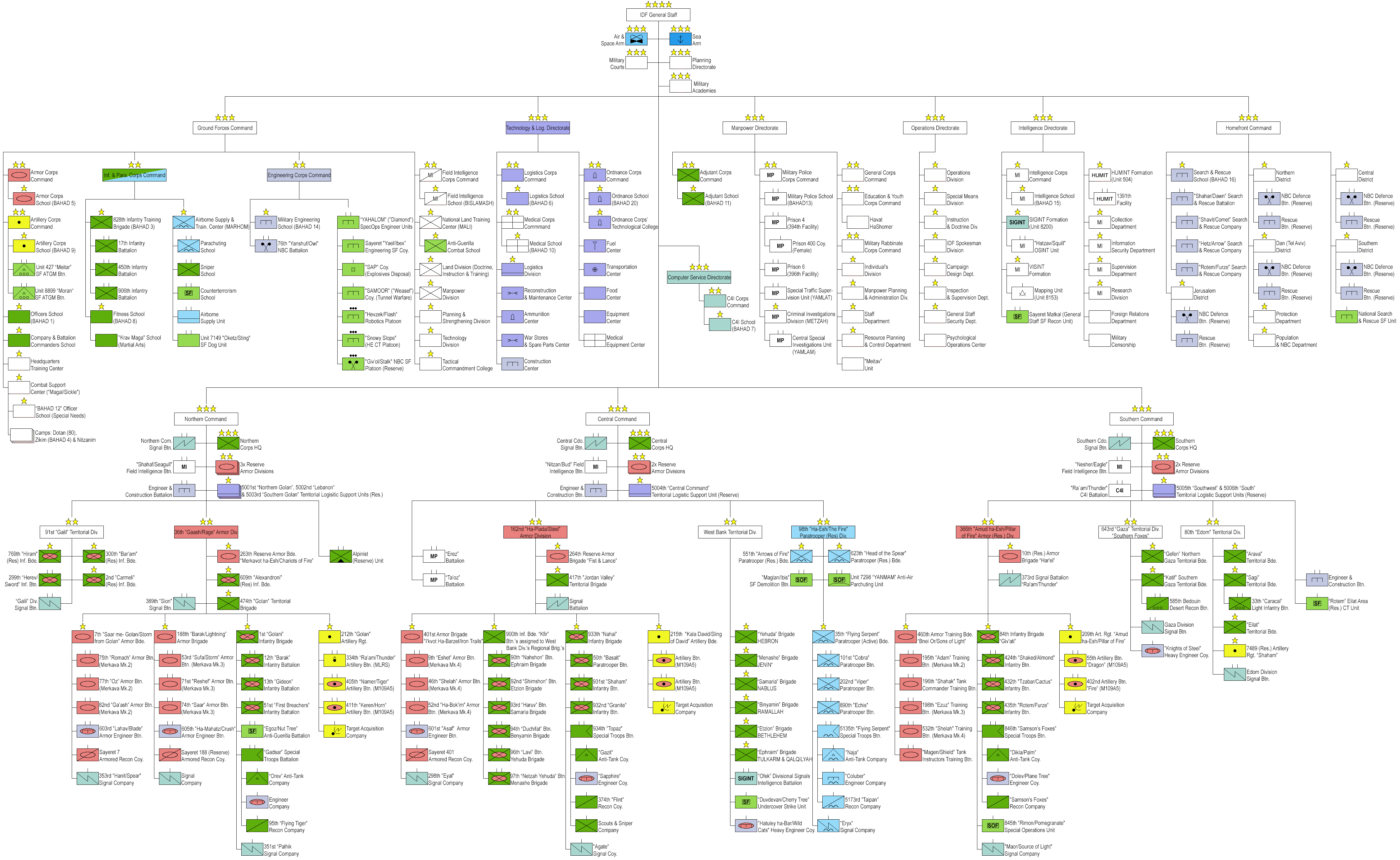
ساختار نیروهای زمینی تحت امر ستاد کل فرماندهی و عملیات نیروهای دفاعی اسرائیل. (برای مشاهده نمودار بزرگ‌تر دو بار بر روی عکس کلیک کنید)

اکثر فرماندهان تحت امر ستاد کل فرماندهی و عملیات نیروهای دفاعی اسرائیل را ژنرال‌ها تشکیل می‌دهند. در درجات نظامی ارتش اسرائیل، تنها فرمانده کل ستاد مشترک ارتش بالاترین درجه نظامی در ارتش اسرائیل، به عنوان درجه راو آلوف (רב-אלוף) را داراست. پس ازآن فرماندهان اصلی نیروهای سه‌گانه ارتش اسرائیل و فرماندهان جبهه‌های نظامی دارای درجه آلوف (אלוף) به معنای سرلشکر و فرماندهان تیپ‌ها، یگان‌ها و گردان‌ها به نسبت اهمیتشان دارای درجه تات آلوف (תת-אלוף) به معنای تیمسار هستند.

## ساختار فرماندهی (۲۰۰۷)

### فرماندهی کل
- فرماندهی ستاد کل ارتش - راو آلوف بنیامین گانس
- جانشین فرماندهی ستاد کل ارتش - آلوف غادی إیزنکوت

### نیروهای سه‌گانه
- نیروی زمینی اسرائیل - آلوف نداف لوتان
- نیروی هوایی اسرائیل - آلوف تومر بار
- نیروی دریایی اسرائیل - آلوف دیوید سار سلما

### فرماندهی‌های منطقه‌ای
- فرماندهی جبهه شمالی - آلوف اوری گوردین
- فرماندهی جبهه مرکزی - آلوف یهودا فاکس
- فرماندهی جبهه جنوبی - آلوف یارون فینکلمن
- فرماندهی جبهه داخلی - آلوف رافی مایلو